# Орлув-Парцель
Орлув-Парцель (пол. Orłów-Parcel) — село в Польщі, у гміні Бедльно Кутновського повіту Лодзинського воєводства.
Населення — 110 осіб (2011).
У 1975-1998 роках село належало до Плоцького воєводства.

## Демографія
Демографічна структура станом на 31 березня 2011 року:
|          | Загалом | Допрацездатний вік | Працездатний вік | Постпрацездатний вік |
| -------- | ------- | ------------------ | ---------------- | -------------------- |
| Чоловіки | 55      | 4                  | 46               | 5                    |
| Жінки    | 55      | 11                 | 27               | 17                   |
| Разом    | 110     | 15                 | 73               | 22                   |